# Краснолесы
Кра́снолесы (укр. Красноліси) — село, входит в Сквирский район Киевской области Украины.
Население по переписи 2001 года составляло 533 человека. Почтовый индекс — 09021. Телефонный код — 4568. Занимает площадь 5,43 км². Код КОАТУУ — 3224082801.

## Местный совет
09021, Київська обл., Сквирський р-н, с.Красноліси, вул.Леніна,1